# Dodge Stratus
La Stratus è un'autovettura mid-size prodotta dalla Dodge dal 1995 al 2006.

## Storia
La prima serie della versione berlina era basata sul pianale JA del gruppo Chrysler, mentre la seconda venne costruita sulla piattaforma JR del medesimo gruppo. Invece, la versione coupé, che era collegata alla seconda generazione del modello, era realizzata sul pianale D. La Stratus era molto simile alla Chrysler Cirrus ed alla Plymouth Breeze. Le tre vetture erano soprannominate "Cloud Cars" (in italiano "auto delle nuvole") perché in inglese "stratus", "cirrus" e "breeze" significano, rispettivamente, "strato", "cirro"" e "brezza", visto che il gruppo diede alle 3 auto i nomi dei vari tipi di nuvole. Grazie alle varie qualità ed innovazioni, nel 1995 il trio vinse il premio North American Car of the Year e il premio Motor Trend Car of the Year (premi che furono poi vinti dal gruppo anche l'anno successivo con i minivan Voyager/Caravan/Town & Country). In più, la Stratus, la Breeze e la Cirrus furono incluse nel 1996 e nel 1997 nella lista delle 10 migliori auto compilata dalla rivista Car and Driver. In Europa, la Stratus venne commercializzata come Chrysler Stratus.
Al momento del lancio il modello, la Stratus ottenne un buon successo di critica, ma questi apprezzamenti calarono con il tempo. Il modello fu offerto con due tipi di carrozzeria, berlina quattro porte e coupé due porte. La Dodge Avenger, dato che venne prodotta in un primo periodo solo in versione coupé (1995-2000) ed in un secondo fu assemblata esclusivamente in versione berlina (2008-2013), fu contemporaneamente la sostituta della coupé e l'antenata della versione berlina della Stratus.
La versione berlina della Stratus fu assemblata a Sterling Heights, nel Michigan, fino al maggio del 2006, mentre la coupé venne assemblata a Normal, in Illinois, fino al 2005. Tutti i modelli avevano il motore installato anteriormente e la trazione all’avantreno.

## La prima serie: 1995–2000
La Dodge Stratus era un modello medio basato sul pianale JA. Le altre due vetture costruite su questa piattaforma furono la Cirrus, che si collocava appena sopra la Stratus, e la Breeze, che era posta appena al di sotto. La Stratus venne introdotta nel 1995 in due livelli di allestimento, quello base (nel 2000 rinominato SE) che prevedeva un motore a quattro cilindri il linea da 2 L di cilindrata (oppure un opzionale quattro cilindri in linea monoalbero da 2,4 L) e l'allestimento ES, che offrì come motore standard, dal 1995 al 1997, il citato propulsore da 2 L, mentre dal 1997 al 1997 montò il sopramenzionato motore da 2,4 L. Il propulsore opzionale dell'allestimento ES fu invece un V6 da 2,5 L, che diventò il motore base dell'allestimento citato nel 1999, ricoprendo questo ruolo fino al 2000.
La Stratus sostituì direttamente, sul mercato statunitense, la Spirit e la Dynasty. La Stratus è stata spesso paragonata ad altri piccoli modelli mid-size come la Chevrolet Malibu, ed è stata giudicata più spaziosa della Ford Contour (versione Nordamericana della Ford Mondeo prima serie) da molte riviste specializzate come Consumer Reports.
La Stratus aveva parecchi componenti intercambiabili con la Cirrus e la Breeze. Esteriormente i tre modelli erano molto simili tranne che per il frontale, i paraurti posteriori, i fanali posteriori e le ruote, che erano infatti le parti che più li differenziavano. Gli interni erano invece lievemente diversi, con la differenza principale che risiedeva nelle opzioni disponibili. Gli scudi paraurti di ogni modello su piattaforma JA corrispondevano a quelli delle monovolume proposte da ogni marchio, con cui condividevano anche i fari anteriori e i disegni delle calandre.
I cambi disponibili erano due, vale a dire una trasmissione manuale a cinque rapporti ed un cambio automatico a quattro marce. Il primo cambio citato era disponibile con il motore da 2 L. Il propulsore da 2,4 L non era offerto con la trasmissione manuale a causa della coppia erogata dal motore, che era elevata e che quindi portava ad una guidabilità difficoltosa dovuta principalmente al pattinamento delle ruote. Era offerto tra le opzioni il sistema Autostick, che permetteva, a chi possedeva la trasmissione automatica, il passaggio alla cambiata manuale.
Gli optional disponibili furono l'ABS, le sospensioni indipendenti su tutte le ruote (a quadrilateri all'avantreno e multilink al retrotreno), il piantone dello sterzo regolabile in altezza, il cruise control, gli alzacristalli elettrici, la chiusura centralizzata, il sedile del guidatore regolabile elettricamente, gli interni in pelle, l'antenna regolabile elettricamente, il caricatore di CD, il tettuccio apribile,  il comando di apertura della portiere senza chiave e l'antifurto.
In Messico fu disponibile una versione della Stratus con motore turbocompresso. Essa montava il motore da 2,4 L e il cambio automatico con sistema AutoStick. Questo motore erogava 168 CV di potenza a 5.200 giri al minuto e 293 N•m di coppia a 2.200 giri.
La Stratus fu venduta in Europa come Chrysler Stratus perché nel vecchio continente il marchio Dodge era utilizzato solo per la vendita di veicoli commerciali. La versione europea aveva in dotazione il motore da 2 L ed il propulsore V6 sopracitato. La linea era simile a quella della Chrysler's Cirrus, e quindi era caratterizzata dalla presenza di modanature cromate sulle portiere e sui paraurti. I fanali posteriori erano invece somiglianti a quelli della Dodge Stratus americana. La calandra invece derivava da quelle della Chrysler Cirrus e della Plymouth Breeze.
In Brasile la Stratus fu venduta con marchio Chrysler. Nel paese sudamericano la Cirrus non fu invece disponibile. La Stratus brasiliana aveva gli stessi motori della versione statunitense, ma possedeva un'altezza da terra maggiore per essere più adatta alle strade del Brasile, che erano mediamente più dissestate.
Nel 2000 la Stratus fu ritirata dal mercato canadese, mentre sul mercato statunitense essa fu sostituita dalla generazione successiva del modello.
In Argentina il modello venne commercializzato come Chrysler Stratus, dove gareggiò nella "Superturismo Sudamericano" ("Copa de las Naciones") guidata da Ernesto Bessone e Pablo Peon 

## La seconda serie: 2001–2006

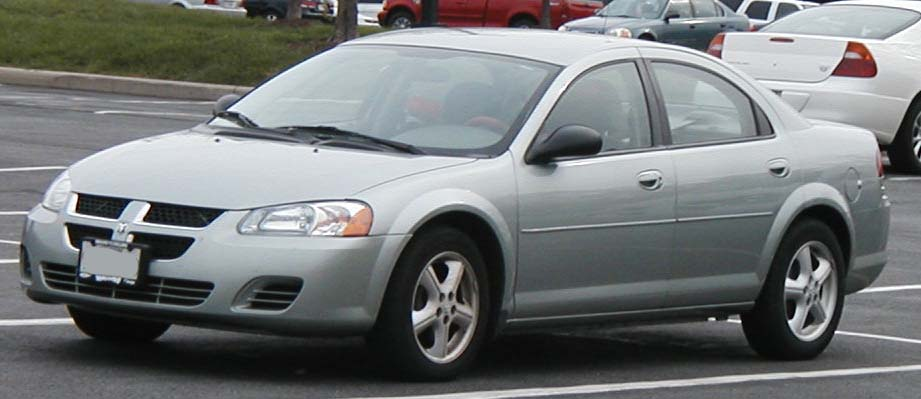
Una Dodge Stratus berlina prodotta dal 2004 al 2006

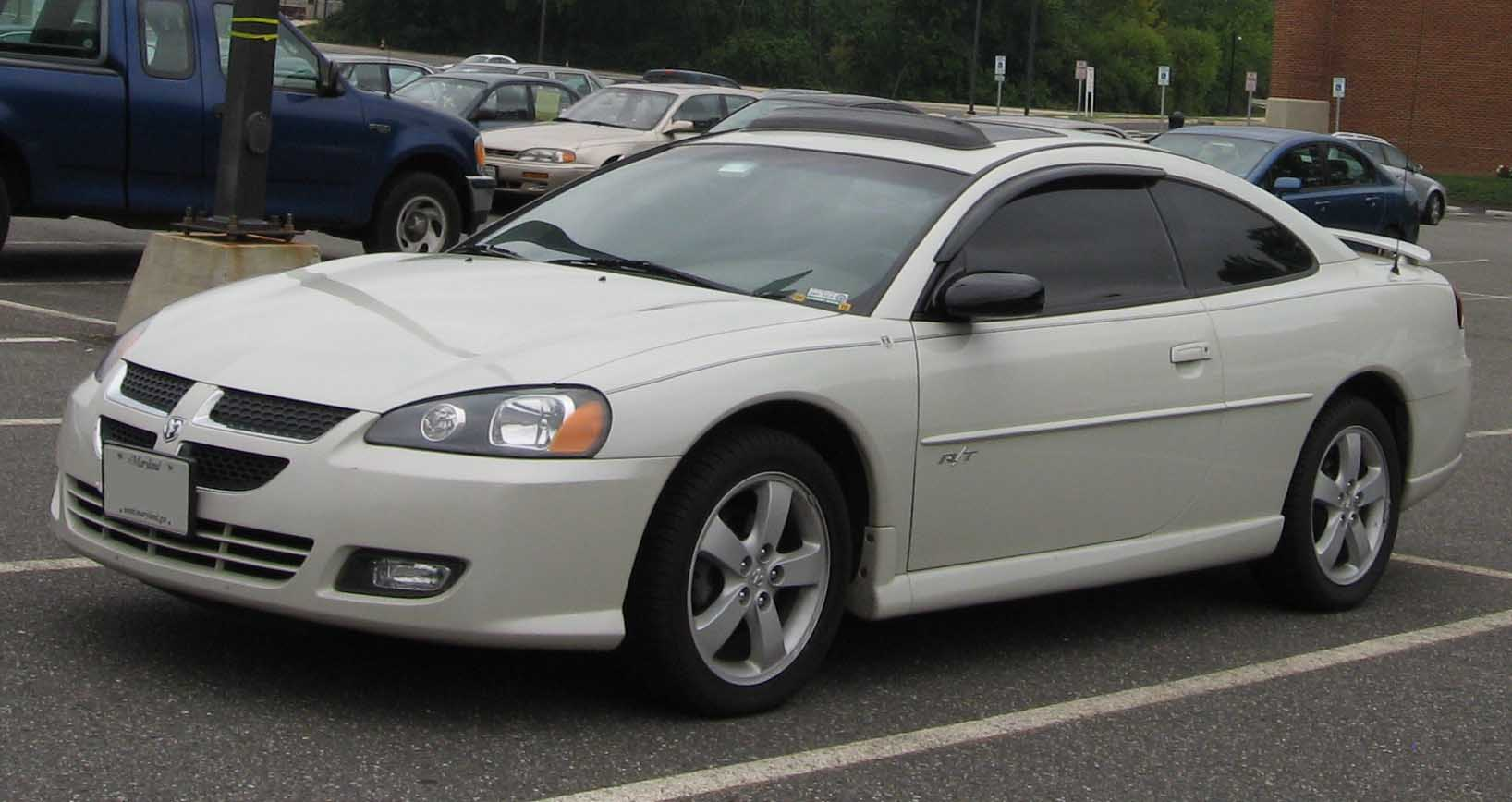
Una Dodge Stratus R/T coupé prodotta dal 2004 al 2005

Nel 2001 la Stratus fu l'unica "Cloud Car" ancora in produzione, dato che la Cirrus e la Breeze uscirono di produzione. Questa serie di Stratus non fu venduta in Canada; in questo paese il modello venne infatti prodotto fino al 1999. Sulle Stratus del 2002 vennero tolte le scritte "Dodge" dalle portiere. Le versioni coupé di questa serie di Stratus erano dei modelli completamente differenti dalle berline, dato che erano basate sulla Mitsubishi Eclipse. La versione berlina di questa seconda serie di Stratus era costruita su una versione revisionata del pianale JA, che era chiamata JR. La coupé era invece basata sul pianale ST-22 della Chrysler.
Durante questo periodo, le vendite delle berline declinarono e la popolarità presso il pubblico e la stampa crollò, calando sotto quella delle dirette concorrenti. Nel frattempo, il mercato delle berline si era spostato un gradino più in alto e stava proiettando le varie Charger ed Intrepid verso dei record di vendita. Nel 2004 la Stratus fu aggiornata con un facelift, ma ciò non invertì la tendenza.
Sulla versione berlina i motori disponibili erano un quattro cilindri in linea da 2,4 L ed un V6 da 2,7 L. I cambi offerti, sia sulla berlina che sulla coupé, furono i medesimi di quelli della serie precedente, anche se le trasmissioni della coupé erano di modello differente. Invece, i motori disponibili sulla coupé furono un quattro cilindri in linea Mitsubishi da 2,4 L ed un V6 della stessa casa automobilistica giapponese, ma da 3 L.
In Messico, la Stratus R/T era disponibile in versione turbocompressa. Essa montava il motore da 2,4 L sovralimentato della serie precedente, anche se la sua potenza venne aumentata nel 2001 a 215 CV. Questa versione aggiornata del motore fu poi usata negli Stati Uniti sulla Dodge Neon SRT-4 e sulla PT Cruiser GT. I motori delle Stratus G/T prodotte dopo il 2004 sviluppavano invece 225 CV di potenza e 319 N•m di coppia. Questi esemplari con motore sovralimentato avevano collocato sulla parte posteriore la scritta "Turbo".
La versione berlina fu assemblata a Sterling Heights, nel Michigan, mentre la versione coupé venne fabbricata a Normal, nell'Illinois.
La coupé della Stratus era in sostanza una Avenger rimarchiata. Le versioni berlina e coupé della Stratus prodotte in questo periodo non condividevano nulla, a parte il nome e pochi particolari che servivano per dare l'impressione che fossero, in realtà, un solo modello. Anche la contemporanea Sebring coupé ebbe una genesi simile, e quindi era completamente un'altra vettura rispetto all'omonima versione berlina. La Stratus coupé fu oggetto di un restyling nel 2003 e venne tolta dal mercato nel 2005, quindi un anno prima della berlina, che uscì infatti di produzione nel 2006. 

## Gli allestimenti
Berlina: 1995–2006 
- Base: 1995–1999
- ES: 1995–2004
- R/T: 2002–2006
- SE: 2000–2005
- SXT: 2002–2006

Coupé: 2001–2005 
- R/T: 2001–2005
- SE: 2001–2002
- SXT: 2002–2005

## La versione prodotta su licenza in Russia
La seconda versione della Stratus e la Chrysler Sebring sono state prodotte su licenza in Russia dalla GAZ dal 2007 al 2010 come GAZ Volga Siber. Le linee produttive e la licenza per l'assemblaggio di questi modelli sono stati venduti alla GAZ per 151 milioni di dollari. I motori a quattro cilindri che equipaggiavano le vetture erano comperati dalla Chrysler ed erano prodotti in Messico.